# مسجد سنگی ترک
مسجد سنگی تَرْک یکی از مساجد تاریخی استان آذربایجان شرقی است که در شهر شهر تَرْک از توابع شهرستان میانه در ۲۵ کیلومتری شهر میانه واقع شده است.
این مسجد در ۲۹ کیلومتری شهر میانه واقع شده و اغلب قسمت‌های آن از سنگ ساخته شده است. مسجد ترک از آثار بسیار مهم آذربایجان شرقی است و از شگفتیهای منحصر به فردی برخوردار است. شیوه معماری و مصالح ساختمانی که در آن به کار رفته است، باستان شناسان را به تحیر واداشته است و در عین حال تاریخ درخشان هنر معماری اسلامی را در قرون گذشته به تماشای علاقمندان می‌گذارد.
مسجد سنگی دارای صحنی با دو در ورودی، شبستان و مناره ای است که گل دسته و قسمت فوقانی آن منهدم شده است. کتیبه‌ای در پیشانی دیوار در داخل هفت ترنج نوشته شده و یک کتیبه سنگی در کنار در ورودی به چشم می‌خورد.
شبستان مسجد مستطیل شکل با ابعاد ۹۰/۱۷ × ۵/۲۱ متر است. یک گنبد بزرگ بر فراز جلوخان محراب و ۱۲ گنبد کوچکتر روی ستون‌های سنگی حجاری شده و جرزهای شبستان استقرار یافته‌اند.
شبستان مسجد دارای یک محراب اصلی با مقرنس کاری ساده و دو محراب کوچکتر سنگی نقش دار است که در طرفین محراب اصلی قرار دارند.

## پیشینه
تاریخ بنای مسجد سنگی ترک به‌طور دقیق مشخص نبوده و هیچ کتیبه‌ای نیز در این رابطه یافت نشده است.
نائبی با استناد به نوشته شیخ صفی الدین اردبیلی در قرن هفتم، قدمت ایلخانی را برای این مسجد رد کرده و قدمت قرن اول هجری را تأیید می‌کند.
تاریخ ساخت مسجد جامع ترک، که با نام مسجد جامع روستای ترک بالا در فهرست آثار ملی ایران به ثبت رسیده، توسط سازمان میراث فرهنگی مربوط به اواخر دوره ایلخانی تشخیص داده شده و در تاریخ ۲۸ مرداد ۱۳۴۸ با شمارهٔ ثبت ۸۶۸ به‌عنوان یکی از آثار ملی ایران به ثبت رسیده است.
کتیبه‌ها و کنده‌کاری‌های مسجد سنگی ترک به خط نستعلیق مزین شده و ستون‌های این مسجد از سنگ یکپارچه ساخته شده است.
مسجد سنگی ترک از ۱۰ بخش تشکیل شده که ساختمان آن از سنگ و شبستان‌های آن از آجر بنا شده است. آرامگاه بانی این مسجد در حجره ای در ضلع جنوب شرقی شبستان قرار گرفته است.
برخی پژوهشگران زلزله‌شناسی مسجد سنگی ترک را منسوب به شخصی به نام خواجه کاووس ترکی نموده‌اند.

## نگارخانه

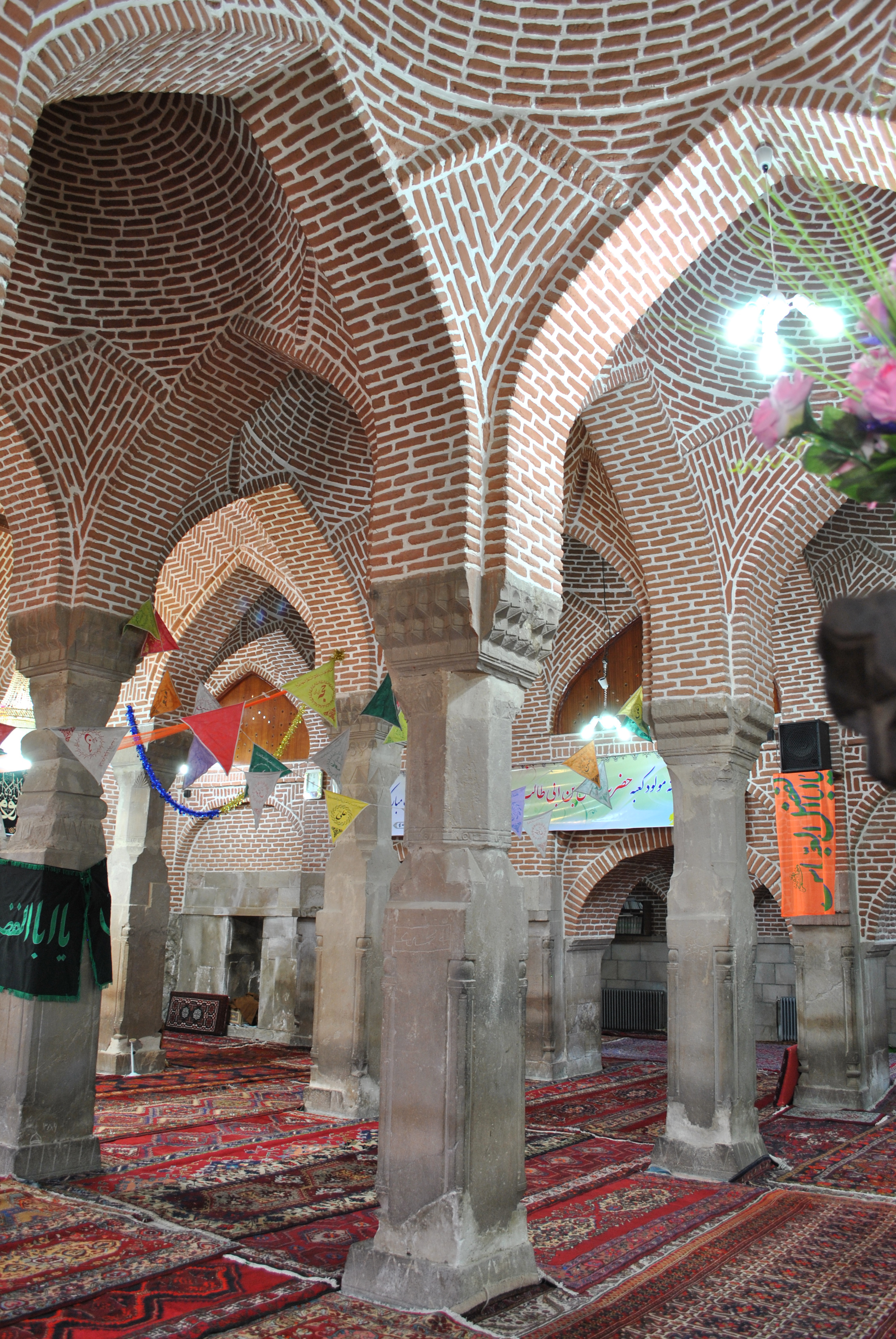
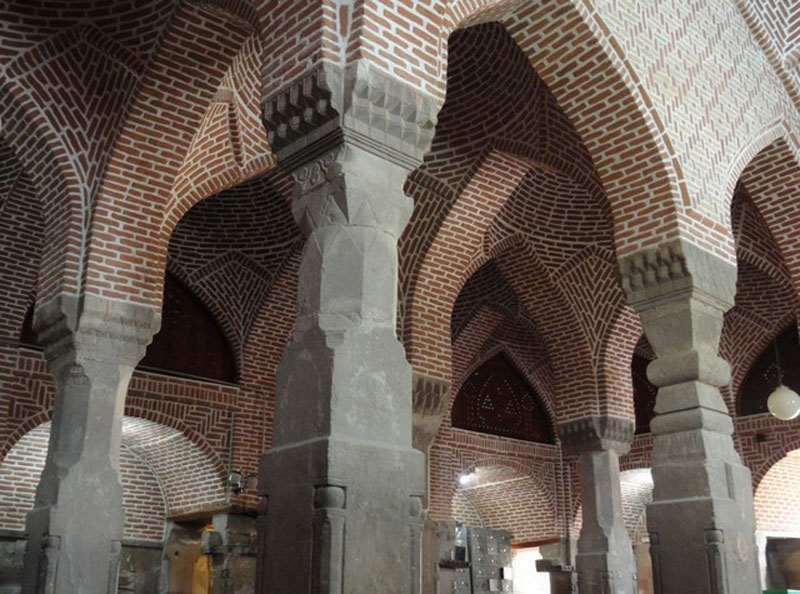
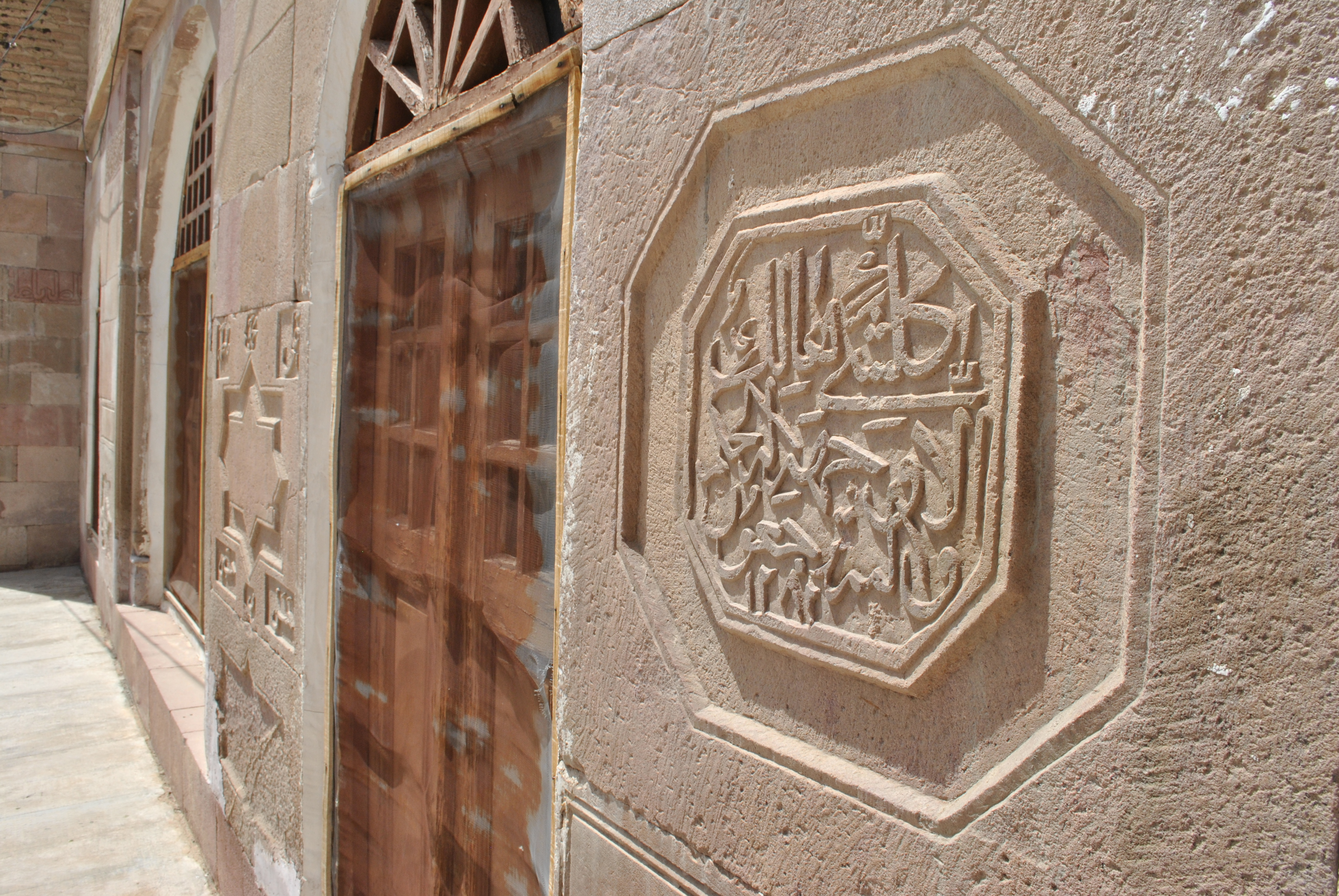